# Lepidolejeunea integristipula
Lepidolejeunea integristipula là một loài Rêu trong họ Lejeuneaceae. Loài này được (J.B. Jack & Stephani) R.M. Schust. mô tả khoa học đầu tiên năm 1980.